# Bazylika św. Eustachego w Rzymie
Bazylika św. Eustachego w Rzymie (wł. Basilica di Sant’Eustachio) – rzymskokatolicki kościół tytularny w Rzymie.
Świątynia ta jest kościołem rektoralnym parafii św. Augustyna na Polu Marsowym oraz kościołem tytularnym, mającym również rangę bazyliki mniejszej.

## Lokalizacja
Bazylika znajduje się w VIII Rione Rzymu – Sant’Eustachio przy Via di Sant’Eustachio 19.

## Patron
Patronem świątyni jest św. Eustachy – rzymski oficer, który poniósł śmierć męczeńską za wiarę chrześcijańską około 118 roku. Jest on zaliczany do grona Czternastu Świętych Wspomożycieli. Według legendy św. Eustachy miał nawrócić się na wiarę chrześcijańską po tym, gdy podczas polowania zobaczył krzyż w porożu jelenia.

## Historia
Wczesna historia kościoła jest nieznana. Według tradycji budowę w tym miejscu zlecił papież Grzegorz I. Wydaje się możliwe, że kościół powstał około roku 600. Pierwsza dokumentalna wzmianka dotyczy pontyfikatu papieża Grzegorza II (715–31), przy czym w tym czasie była tu już działająca diakonia, czyli centrum działalności charytatywnej na rzecz ubogich. W średniowieczu świątynia pełniła rolę kościoła parafialnego. Renowacje kościoła miały miejsce z polecenia papieża Stefana III w połowie VIII wieku oraz Grzegorza V pod koniec X wieku. W X i XI wieku kościół był określany jako Sant’Eustachio in Platana. Kościół został przebudowany i powiększony za papieża Celestyna III w latach 1195-1196, powstała wówczas istniejąca do dzisiaj dzwonnica.
W XVII wieku struktura bazyliki była poważnie uszkodzona przez wilgoć. W związku z tym od 1650 roku rozpoczęto jego odbudowę. Najpierw pracami kierował architekt Cesare Corvara, a od 1706 roku Giovan Battista Contini, który zaprojektował boczne kaplice oraz portyk. Następnie prace przy apsydzie i transepcie prowadzili najpierw Antonio Canevari, a później Nicola Salvi. W kolejnym roku ostatnie poprawki wprowadził Giovanni Domenico Navone. W 1734 roku kościół został konsekrowany po przebudowie. Kontynuowano jednak jeszcze prace w zakrystii i kaplicy chóru. Melchiorre Passalacqua nadzorował dalsze prace nad dekoracją wnętrz w drugiej połowie wieku. Ponieważ problem z wilgocią nie został w pełni rozwiązany, konieczne były kolejne remonty. W 1855 roku Filippo Martinucci ponownie ułożył podłogę oraz pracował przy krypcie. W 1861 roku Filippo Cretoni odrestaurował sztukaterie we wnętrzu. W latach 1930–1940 miały miejsce kolejne prace restauracyjne.
Pod koniec XX wieku zlikwidowano parafię istniejącą przy kościele.

## Architektura i sztuka

### Dzwonnica
Dzwonnica z czerwonej cegły znajduje się po lewej stronie fasady. Najwyższa kondygnacja ma z każdej strony po dwa biforia z marmurowymi kolumienkami korynckimi, natomiast w kondygnacji drugiej od góry otwory zostały zamurowane.

### Fasada
Fasada jest dziełem Cesare Corvara. Do loggii wchodzi się przez trzy prostokątne otwory, z których środkowy jest szerszy i flankowany przez parę kolumn jońskich. W bok od nich znajdują się pilastry jońskie, kolejne pilastry są w rogach dolnej kondygnacji. Kolumny i pilastry podtrzymują belkowanie, a nad wejściem jest trójkątny fronton z pustym tympanonem. W górnej kondygnacji dominuje okno, któremu po bokach towarzyszą cztery pilastry korynckie wspierające belkowanie i fronton z okrągłym otworem. Pomiędzy pilastrami znajdują się dwie puste nisze. Po bokach górnej kondygnacji umieszczono duże spływy wolutowe. Górny fronton wieńczy głowa jelenia z krzyżem między porożem.

### Wnętrze bazyliki
Łuki arkady oddzielają filary z żebrowanymi pilastrami korynckimi, które podtrzymują belkowanie biegnące wokół bazyliki. Powyżej z obu boków są po trzy lunety z oknami.
Powierzchnie sklepienia są zdobione sztukateriami na złoconym tle. Na skrzyżowaniu transeptu i nawy jest płytka eliptyczna kopuła z centralnie umieszczoną Gołębicą Ducha Świętego, pendentywy pocięte są łukami nad oknami ustawionymi po przekątnej. W częściach pendentywów od strony kopuły umieszczono symbole Chi Rho.
Prezbiterium znajduje się w apsydzie bazyliki flankowanej przez pilastry korynckie. Koncha apsydy mieści białą płaskorzeźbę przedstawiającą Adorację Krzyża, dzieło Galileo Parisini. W apsydzie umieszczono stalle wyrzeźbione w orzechu włoskim przez Giovanniego Moscatiego w 1726 roku. Wolnostojący ołtarz został zaprojektowany przez Salvi w 1739 roku. Ma on kształt sarkofagu z otworem przykrytym ozdobną kratą z brązu, za którą znajdują się relikwie św. Eustachego i jego rodziny. Obraz ołtarzowy pędzla Francesco Fernandi przedstawia Męczeństwo św. Eustachego. Powyżej umieszczono drewniany baldachim zaprojektowany przez Fugę w 1749 roku. Po obu stronach obrazu ołtarzowego znajdują się pilastry korynckie.
Na końcach transeptu znajdują się dwa obrazy Giacomo Zoboli, wykonane w 1737 roku, po prawej Św. Hieronim na pustyni, po lewej Nawiedzenie. Polichromowana marmurowa ambona z lewej strony jest dodatkiem z 1937 roku.
Nad wejściem głównym do bazyliki znajduje się galeria z organami Celestino Testa i Giuseppe Noghela z 1749 roku, które zostały powiększone w 1767 roku przez Johanna Werle. W oknie fasady nad organami jest witraż Pokutująca Magdalena z końca XIX wieku.

#### Kaplice boczne
Kaplica Świętej Rodziny
Pierwsza kaplica po prawej stronie poświęcona jest Świętej Rodzinie. Została ona ponownie urządzona w 1854 roku. Obraz ołtarzowy przedstawia Świętą Rodzinę przed świątynią w Jerozolimie, jest to dzieło Pietro Gagliardi.
Kaplica Zwiastowania
Drugą kaplicą po prawej stronie jest kaplica Zwiastowania. Obraz ołtarzowy Zwiastowanie to dzieło Ottavio Leoni z około 1620 roku. W górnej części ołtarza znajduje się stiukowa Madonna z Dzieciątkiem.
Kaplica Najświętszego Serca
Trzecia kaplica po prawej stronie poświęcona jest Najświętszemu Sercu Jezusa. Została ona całkowicie odnowiona w 1937 roku. Wcześniej była dedykowana świętym Mikołajowi i Aleksemu. Obecnie obrazy w kaplicy są autorstwa Corrado Mezzana. W ołtarzu przedstawiono Najświętsze Serce, po lewej Ostatnią Wieczerzę, po prawej Longinusa przebijającego pierś Chrystusa, natomiast na sklepieniu Boga Ojca. Witraż przedstawia Siedem darów Ducha Świętego i został wykonany przez Picchiariniego według projektu Mezzany.

Kaplica św. Juliana Szpitalnika
Pierwsza kaplica po lewej stronie poświęcona jest św. Julianowi Szpitalnikowi. Biagio Puccini namalował obraz ołtarzowy przedstawiającego patrona kaplicy. Na sklepieniu znajduje się przedstawienie Boga Ojca.
Kaplica św. Michała
Kaplica św. Michała Archanioła jest kolejną kaplicą za kaplicą św. Juliana idąc w kierunku prezbiterium. Jest ona największą z kaplic bocznych bazyliki. Mieści się w zewnętrznym pomieszczeniu ulokowanym za dzwonnicą. Została zbudowana w latach 1716-1719 przez Alessandro Speroni. Obraz ołtarzowy, autorstwa Giovanniego Bigattiego z 1818 roku, przedstawia Św. Michała pokonującego diabła, ponadto przy ołtarzu znajdują się wizerunki św. Rajmunda Nonnata oraz św. Franciszki Rzymianki.
Kaplica Niepokalanego Serca Maryi
Kolejna kaplica po lewej stronie jest poświęcona Niepokalanemu Sercu Maryi. Dawniej była dedykowana św. Franciszkowi z Paoli. Została ona wyposażona przez Melchiorre Passalacqua w 1771 roku, natomiast sztukaterie wykonał Agostino Penna.
W barokowym ołtarzu umieszczono dwie korynckie kolumny z zielonego marmuru, podtrzymujące trójkątny fronton, w którym jest tondo z monogramem Maryi czczonym przez parę aniołów. Pośrodku ołtarza umieszczono obraz Niepokalane Serce, jest to kopia dzieła Giovanni Battista Casanova z 1848 roku. Na ścianie po lewej stronie znajduje się Ucieczka do Egiptu autorstwa Etienne de Lavallé z 1774 roku, a po prawej stronie jest Święta rodzina Tommaso Conca z tego samego roku. Na sklepieniu przedstawiono Wniebowzięcie Maryi.
Kaplica krucyfiksu
Po lewej stronie prezbiterium znajduje się mała kaplica poświęcona krucyfiksowi.

## Kardynałowie diakoni
Bazylika św. Eustachego jest jednym z kościołów tytularnych nadawanych kardynałom-diakonom (Titulus Sancti Eustachii).
- Gregorio[a] OSB (ok. 1108-ok. 1135)
- Wassal (1134-1142)
- Astaldo degli Astalli (1143-1151)
- Ildebrando Grassi CanReg (1152-1156)
- Pietro di Miso (1158-1165)
- Ugo di Bologna (1165-1177)
  - Stefan z Paryża[b] (1172-1173/8)
- Giovanni Felici (1188-1189)
- Ugolino Conti di Segni (1198-1206)
- Aldobrandino Orsini (1216-1219)
- Rinaldo Conti (1227-1235)
- Robert Somercote (1238-1241)
- Guglielmo Fieschi (1244-1256)
- Uberto di Cocconato (1261-1276)
- Giordano Orsini (1278-1287)
- Pietro Colonna (1288-1297)
- Riccardo Petroni (1298-1314)
- Arnaud de Via (1317-1335)
  - Giovanni Visconti[c] (1329)
- Bernard de la Tour d’Auvergne (1342-1361)
- Pierre Flandrin (1371-1381)
- Francesco Renzio (ok. 1382-1390)
- Baldassare Cossa (1402-1410)
- Alfonso Carrillo de Albornoz[d] (1408-1434)
- Giacomo Isolani[e] (1413-1419)
- Alberto Alberti (1440-1445)
- Jaime z Portugalii (1456-1459)
- Francesco Nanni-Todeschini-Piccolomini (1460-1503)
- Alessandro Farnese (1503-1519)
- Paolo Emilio Cesi (1519-1537)
- Agostino Trivulzio (1537)
- Cristoforo Giacobazzi tytuł prezbiterialny pro hac vice (1537-1540)
- Guido Ascanio Sforza (1540-1552)
- Niccolò Caetani (1552-ok. 1564), tytuł prezbiterialny pro hac vice (ok. 1564-1585)
- Ferdynand I Medyceusz (1585–1587)
- Filippo Vastavillani (1587)
- Alessandro Peretti de Montalto (1587-1589)
- Girolamo Mattei (1589-1592), tytuł prezbiterialny pro hac vice (1592)
- Guido Pepoli (1592-1595)
- Odoardo Farnese (1605-1617)
- Andrea Baroni Peretti (1617-1621)
- Alessandro d’Este (1621)
- Maurycy Sabaudzki (1621-1626)
- Francesco Boncompagni (1626-1634)
- Ippolito Aldobrandini (1634-1638)
- Alessandro Cesarini (1638-1644)
- Marzio Ginetti (1644)
- Carlo de’ Medici (1644)
- Girolamo Colonna (1644-1652)
- Giangiacomo Teodoro Trivulzio (1652-1653)
- Virginio Orsini (1653-1656)
- Vincenzo Costaguti (1656-1660)
- Lorenzo Raggi (1660-1664)
- Carlo Pio di Savoia (1664-1667)
- Fryderyk z Hesji (1667-1668)
- Decio Azzolini (1668-1683)
- Felice Rospigliosi (1685)
- Domenico Maria Corsi (1686-1696)
- Vincenzo Grimani (1698-1710)
- Annibale Albani (1712-1716)
- Curzio Origo (1716-1726), tytuł prezbiterialny pro hac vice (1726-1737)
- Neri Maria Corsini (1737-1770)
- Giovanni Costanzio Caracciolo (1770-1780)
- Pasquale Acquaviva d’Aragona (1780-1788)
- Vincenzo Maria Altieri (1788-1794)
- Filippo Carandini (1794-1810)
- Alessandro Lante Montefeltro della Rovere (1816-1818)
- Giuseppe Albani (1818-1828)
- vacat (1828-1832)
- Ludovico Gazzoli (1832-1857)
- Teodolfo Mertel (1858-1881)
- Angelo Jacobini (1882-1886)
- vacat (1886-1899)
- Luigi Trombetta (1899–1900)
- vacat (1900–1914)
- Michele Lega (1914-1924), tytuł prezbiterialny pro hac vice (1924–1926)
- Carlo Perosi (1926–1930)
- vacat (1930-1946)
- Giuseppe Bruno (1946-1954)
- Fernando Cento tytuł prezbiterialny pro hac vice (1959-1965)
- Francis Brennan (1967–1968)
- Giacomo Violardo (1969-1978)
- vacat (1978-1991)
- Guido del Mestri (1991–1993)
- vacat (1993–2001)
- Sergio Sebastiani (2001-2011), tytuł prezbiterialny pro hac vice (2011-2024)